# Boeing RC-135
O Boeing RC-135 é uma família de aeronaves de reconhecimento de grande porte construídas pela Boeing e modificadas por várias empresas, incluindo General Dynamics, Lockheed, LTV, E-Systems e L3 Technologies, e usadas pela Força Aérea dos Estados Unidos (USAF) e pela Força Aérea Real (RAF) para auxiliar os consumidores de inteligência em nível nacional e de teatro com recursos de coleta, análise e disseminação em tempo quase real.
Com base na estrutura do C-135 Stratolifter, vários tipos de RC-135 estão em serviço desde 1961. Ao contrário do C-135 e do KC-135, que são reconhecidos pela Boeing como modelo 717, a maior parte da frota atual de RC-135 (com exceção dos RC-135W da RAF) é designada internamente como modelo 739 pela empresa. Muitas variantes foram modificadas inúmeras vezes, resultando em uma grande variedade de designações, configurações e nomes de programas.

## Projeto e desenvolvimento
A primeira variante do RC-135, o RC-135A, foi encomendada em 1962 pela Força Aérea dos Estados Unidos para substituir o Boeing RB-50 Superfortress. Originalmente, foram encomendados nove exemplares, mas depois foram reduzidos para quatro. A Boeing atribuiu à variante a designação Boeing 739-700, mas ela era uma variante modificada do KC-135A então em produção. Eles usavam os mesmos motores Turbojet Pratt & Whitney J57 do avião-tanque, mas carregavam câmeras em um compartimento logo atrás da roda dianteira, onde normalmente ficava o tanque de combustível dianteiro. Eles não tinham sistema de reabastecimento em voo e deveriam ser usados para tarefas fotográficas e de levantamento. Embora o RC-135A tenha sido a primeira designação da família RC-135, ele não foi o primeiro RC-135 em serviço. Essa distinção pertence ao RC-135S, que iniciou missões de reconhecimento operacional em 1961, seguido pelo RC-135D em 1962.
A próxima variante encomendada foi o RC-135B, a ser usado como aeronave de inteligência eletrônica para substituir o Boeing RB-47H Stratojet, da plataforma SIGINT. Ao contrário das variantes anteriores, os RC-135B tinham Turbofans Pratt & Whitney TF33 em vez dos antigos J57. Essas dez aeronaves foram entregues diretamente à Martin Aircraft no início de 1965 para a instalação de seu conjunto de eletrônicos operacionais. Em 1967, elas surgiram como RC-135C e todas entraram em serviço naquele ano. A lança de abastecimento não foi instalada e a estação do boomer foi usada como compartimento de câmera para uma câmera KA-59. Externamente, a aeronave se distinguia pelos revestimentos protuberantes das carenagens de antena na fuselagem lateral ("cheeks" em inglês).
Os RC-135Bs foram as últimas aeronaves construídas. Todas as outras variantes de reconhecimento que se seguiram foram aeronaves modificadas, seja de variantes anteriores do RC-135 ou de aviões-tanque e de transporte.
Em 2005, a frota de RC-135 completou uma série de atualizações significativas da fuselagem, da navegação e do motor, que incluíram o reequipamento do TF33 para os motores CFM International CFM-56 (F108) usados no KC-135R e no T Stratotanker e a atualização dos sistemas de instrumentação e navegação da cabine de comando para o padrão do Avionics Modernization Program (AMP). O padrão AMP inclui a conversão de leituras analógicas para uma configuração digital "glass cockpit".

## Histórico operacional
A atual frota de RC-135 é a última iteração das modificações feitas nessa série de aeronaves remontando ao início da década de 1960. Primeiramente empregada pelo Comando Aéreo Estratégico (Strategic Air Command) para reconhecimento, a frota de RC-135 participou de todos os conflitos armados envolvendo as forças dos Estados Unidos durante sua contribuição. Os RC-135 apoiaram operações na Guerra do Vietnã, no Mediterrâneo para a Operação El Dorado Canyon, em Granada para a Operação Urgent Fury, no Panamá para a Operação Just Cause, nos Bálcãs para as Operações Deliberate Force e Allied Force, e no Sudoeste Asiático para as Operações Desert Shield, Desert Storm, Enduring Freedom e Iraqi Freedom. Os RC-135 mantiveram uma presença constante no Sudoeste Asiático desde o início da década de 1990. Eles foram pilares das operações da Guerra Fria, com missões realizadas ao redor da periferia da URSS e de seus Estados clientes na Europa e em todo o mundo.
Inicialmente, todos os RC-135 eram operados pelo Comando Aéreo Estratégico. Desde 1992, eles estão subordinados ao Comando de Combate Aéreo (Air Combat Command). A frota de RC-135 está permanentemente instalada na Base Aérea de Offutt, Nebraska, e é operada pela 55ª Ala, utilizando locais de operação avançada em todo o mundo.
Em 9 de agosto de 2010, o programa Rivet Joint celebrou seu 20º aniversário de serviço contínuo no Comando Central, remontando ao início da Desert Shield. Isso representa a presença mais longa e ininterrupta de qualquer aeronave no inventário da Força Aérea estadunidense. Durante esse período, realizou mais de 8.000 missões de combate, apoiando as forças aéreas e terrestres das Operações Desert Storm, Desert Shield, Northern Watch, Southern Watch, Iraqi Freedom e Enduring Freedom.
Em 22 de março de 2010, o Ministério da Defesa britânico anunciou que havia chegado a um acordo com o governo dos EUA para adquirir três aeronaves RC-135W Rivet Joint para substituir o Nimrod R1, que foi posteriormente aposentado em junho de 2011. As aeronaves, denominadas "Airseekers", estavam programadas para serem entregues até 2017, com um custo total de cerca de £650 milhões, incluindo a provisão de infraestrutura terrestre, treinamento de equipe e sistemas de suporte em terra. Em 2013, o governo do Reino Unido confirmou que as tripulações do Esquadrão 51 da RAF estavam treinando e operando junto com seus colegas da Força Aérea dos EUA desde 2011, tendo alcançado mais de 32.000 horas de voo e 1.800 missões como parte da 55ª Ala na Base Aérea de Offutt.
A RAF recebeu o primeiro RC-135W em setembro de 2013, que foi implantado a partir de julho de 2014 para apoiar a ação da coalizão contra os militantes do Estado Islâmico no Iraque. A segunda aeronave foi entregue sete meses antes do prazo em setembro de 2015, com mais de sessenta melhorias incorporadas, que variam desde atualizações nos sistemas de missão da aeronave até melhorias nos motores proporcionando maior eficiência de combustível e durabilidade. Com o tempo, o primeiro Airseeker receberá as mesmas melhorias. A aeronave será reabastecida em voo por aviões-tanque da USAF baseados na Europa, pois o Reino Unido não opera aeronaves de reabastecimento equipadas com lança e não tem planos de adaptar aeronaves equipadas com paraquedas de desaceleração.
Uma aeronave de reconhecimento RC-135W Rivet Joint da Força Aérea dos Estados Unidos foi movimentada várias vezes para realizar missões de reconhecimento ao redor da Polônia e do enclave russo de Kaliningrado durante a Invasão Russa da Ucrânia em 2022. Os objetivos declarados incluem transmitir um sinal claro de que os EUA, e portanto a OTAN, estão cientes dos movimentos russos na área de operações.

## Variantes

### Aeronaves de reconhecimento do KC-135A
Pelo menos quatro aviões-tanque KC-135A foram convertidos em aeronaves de reconhecimento improvisadas, sem alteração da designação Mission Design Series (MDS). Os KC-135As 55-3121, 55-3127, 59-1465 e 59-1514 foram modificados a partir de 1961. Naquele ano, a União Soviética anunciou sua intenção de detonar um dispositivo termonuclear de 100 megatons em Novaya Zemlya, a chamada Tsar Bomba. Um KC-135A (55-3127) de teste foi modificado no âmbito do programa Big Safari para a configuração SPEED LIGHT BRAVO a fim de obter informações de inteligência sobre o teste. O sucesso da missão levou à conversão de outras aeronaves para tarefas de coleta de informações.

### KC-135R Rivet Stand / Rivet Quick
O KC-135R MDS (que não deve ser confundido com o avião-tanque KC-135R com motor CFM F108) foi aplicado em 1963 às três aeronaves de reconhecimento KC-135A do programa Rivet Stand. As três aeronaves eram 55-3121, 59-1465 e 59-1514. Uma quarta, com o número de série 58-0126, foi convertida em 1969. 58-0126, foi convertida em 1969 para substituir a 1465, que havia se acidentado em 1967. Externamente, as aeronaves tiveram configurações variadas ao longo de suas carreiras, mas geralmente se distinguiam por cinco antenas "towel bar" ao longo da coluna da fuselagem superior e uma cúpula do radar abaixo da fuselagem dianteira.
As três primeiras aeronaves mantiveram a cúpula do radar padrão para o nariz de avião-tanque, enquanto a 58-0126 foi equipada com o cúpula do radar "hog nose" comumente associado a um RC-135. No lugar da lança de reabastecimento, foi instalada uma estrutura semelhante a um trapézio, que foi usada para traçar uma forma aerodinâmica que abrigava um conjunto de receptores especializados (coloquialmente conhecido como "blivet") em um fio. Foi relatado que isso era usado nas missões "Briar Patch" e "Combat Lion". Havia quatro pequenas janelas opticamente planas em cada lado da fuselagem dianteira.
Em algumas missões, uma pequena estrutura semelhante a uma asa que abrigava sensores foi instalada em cada lado da fuselagem dianteira, com um suporte diagonal abaixo dela. Com a perda do 59-1465, o KC-135A 58-0126 foi modificado para esse padrão com o nome operacional Rivet Quick. Todas as quatro aeronaves foram perdidas ou convertidas para a configuração de avião-tanque KC-135R. Elas estão entre os poucos aviões-tanque KC-135 equipados com um receptáculo de reabastecimento aéreo acima da cabine do piloto, um resquício de seu serviço como aeronaves de coleta de informações.

### KC-135T Cobra Jaw
O KC-135R 55-3121 foi modificado em 1969 pela Lockheed Air Services para a configuração exclusiva do KC-135T sob o nome de programa Cobra Jaw. Distinguida externamente pela cúpula do radar "hog nose", a aeronave também apresentava antenas receptoras giratórias "fang" abaixo da cúpula do radar do nariz, uma grande antena de lâmina acima da fuselagem dianteira, uma única antena "towel bar" no eixo central, antenas "teardrop" à frente dos estabilizadores horizontais em cada lado e a estrutura semelhante a um trapézio no lugar da lança de reabastecimento. Por um breve período, a aeronave teve uma arte no nariz com o desenho da cobra do Ford Cobra Jet. Posteriormente, foi modificada para um RC-135T Rivet Dandy.

### RC-135A
Quatro RC-135A (63-8058 a 8061) foram aeronaves de mapeamento fotográfico usadas brevemente pelo Serviço de Cartografia e Fotografia Aérea (Air Photographic & Charting Service), na Base da Força Aérea de Turner, Geórgia, e mais tarde na Base da Força Aérea de Forbes, Kansas, como parte da 1370ª Ala de Mapeamento Fotográfico. A missão logo foi assumida pelos satélites, e os RC-135As foram desmodificados e usados em várias outras funções, como transporte de equipe e treinamento de tripulação. No início da década de 1980, eles foram convertidos em aviões-tanque com a designação KC-135D (com a mesma configuração básica do KC-135A e, posteriormente, do E, além de alguns equipamentos de missão especial remanescentes). Devido a atrasos na reinstalação de seus equipamentos originais, os RC-135As foram os últimos de toda a série C-135 entregues à USAF. O número do modelo da Boeing para o RC-135A é 739-700.

### RC-135B
A versão conforme entregue do RC-135. O RC-135B nunca foi utilizado operacionalmente, pois não possuía equipamento de missão instalado pela Boeing. Toda a produção do RC-135B, composta por dez aeronaves, foi entregue diretamente à Martin Aircraft em Baltimore, Maryland, para modificação e instalação de equipamento de missão no âmbito do programa Big Safari. Após a conclusão, os RC-135B*s foram remodelados como RC-135C. O número do modelo da Boeing para o RC-135B é 739-445B.

### RC-135C Big Team
Aeronave modificada e remodelada a partir do RC-135B, utilizada para tarefas de reconhecimento estratégico, equipada com o sistema de inteligência eletrônica (ELINT) AN/ASD-1. Esse sistema era caracterizado pelas grandes cápsulas "cheek" na fuselagem dianteira contendo o Sistema Automatizado de Localização de Emissores ELINT (AEELS – not Side Looking Airborne Radar – ou SLAR), além de inúmeras outras antenas e uma posição de câmera na área dos pods de reabastecimento na fuselagem traseira. A aeronave era tripulada por dois pilotos, dois navegadores, vários especialistas em coleta de inteligência, técnicos de manutenção em voo e linguistas. Quando o RC-135C foi totalmente implantado, o Comando Aéreo Estratégico conseguiu aposentar sua frota de RB-47H Stratojets de deveres ativos de reconhecimento. Todas as dez continuam em serviço ativo, atuando como plataformas RC-135V Rivet Joint ou RC-135U Combat Sent.

### RC-135D Office Boy / Rivet Brass
Os RC-135D, originalmente designados como KC-135A-II, foram os primeiros C-135 configurados para reconhecimento que receberam a designação "R" MDS, embora não tenham sido os primeiros membros da família C-135 com tarefas de reconhecimento. Eles foram entregues à Base Aérea de Eielson, no Alasca, em 1962, como parte do Projeto Office Boy. Os números de série eram 60-0356, 60-0357 e 60-0362. As aeronaves iniciaram suas missões operacionais em 1963. Essas três aeronaves foram encomendadas como aviões-tanque KC-135A, mas foram entregues sem lanças de reabastecimento e conhecidas como "C-135As falsos" até a entrega da primeira aeronave de carga C-135A real em 1961.
A principal missão do Rivet Brass era voar ao longo da fronteira norte da União Soviética, muitas vezes como uma missão de transporte entre Eielson e a Base Upper Heyford, Oxfordshire, e mais tarde a Mildenhall, Suffolk, Reino Unido. O RC-135D também foi usado no Sudeste Asiático durante os períodos em que o RC-135M (veja abaixo) não estava disponível. No final da década de 1970, com a expansão da frota de RC-135 equipados com motores TF33 Turbofan, os RC-135Ds foram convertidos em aviões-tanque e permanecem em serviço como KC-135Rs com capacidade de recepção.

### RC-135E Lisa Ann / Rivet Amber
Originalmente designado C-135B-II, projeto Lisa Ann, o RC-135E Rivet Amber era uma aeronave única, equipada com um grande sistema de radar de matriz de fase de 7 MW da Hughes Aircraft. Originalmente entregue como um C-135B, o 62-4137 operou a partir da Estação da Força Aérea de Shemya, no Alasca, de 1966 a 1969. Suas operações foram realizadas em conjunto com a aeronave RC-135S Rivet Ball (veja abaixo). O sistema de radar sozinho pesava mais de 15 toneladas e custava mais de US$ 35 milhões (dólares de 1960), tornando o Rivet Amber a aeronave derivada do C-135 mais pesada em voo e a aeronave mais cara da Força Aérea estadunisense em sua época. Isso impedia que as áreas de tripulação dianteira e traseira tivessem contato direto após o embarque na aeronave.
O sistema podia rastrear um objeto do tamanho de uma bola de futebol a uma distância de 480 km e sua missão era monitorar os testes de mísseis balísticos soviéticos na fase de reentrada. O requisito de energia para o radar de matriz em fases era enorme, exigindo uma fonte de alimentação adicional. Essa fonte assumiu a forma de um motor Lycoming T55-L5 Turboshaft em uma cápsula sob a seção interna da asa esquerda, acionando um gerador de 350 kVA dedicado à alimentação dos equipamentos da missão.
Na asa oposta, no mesmo local, havia um trocador de calor em cápsulas para permitir o resfriamento dos enormes componentes eletrônicos a bordo da aeronave. Essa configuração levou à impressão errônea de que a aeronave tinha seis motores. Em 5 de junho de 1969, o Rivet Amber foi perdido no mar em um voo de traslado para manutenção de Shemya para Eielson. Nenhum vestígio da aeronave ou de sua tripulação foi encontrado.

### RC-135M Rivet Card
O RC-135M era um tipo provisório com capacidade ELINT mais limitada do que o RC-135C, mas com ampla capacidade COMINT (inteligência de comunicação) adicional. Eles foram convertidos a partir de transportes C-135B do Comando Aéreo Militar e operados pelo 82º Esquadrão de Reconhecimento durante a Guerra do Vietnã a partir da base de Kadena, reunindo inteligência de sinais sobre o Golfo de Tonkin e o Laos com o nome de programa Combat Apple (originalmente Burning Candy). Havia seis aeronaves RC-135M, 62-4131, 62-4132, 62-4134, 62-4135, 62-4138 e 62-4139, todas as quais foram posteriormente modificadas e continuaram em serviço ativo como RC-135W Rivet Joints no início da década de 1980.

### RC-135S Nancy Rae / Wanda Belle / Rivet Ball
O Rivet Ball foi o programa predecessor do Cobra Ball e foi iniciado com um único RC-135S (série 59-1491, anteriormente um JKC-135A) em 31 de dezembro de 1961. A aeronave operou inicialmente sob o projeto Nancy Rae como um ativo do Comando de Sistemas da Força Aérea e, posteriormente, como uma plataforma de reconhecimento RC-135S com o Comando Aéreo Estratégico sob o projeto Wanda Belle. O nome Rivet Ball foi atribuído em janeiro de 1967. A aeronave operava na Base Aérea de Shemya. Assim como a maioria das outras variantes do RC-135, o RC-135S tinha uma cúpula alongada do radar de nariz que abrigava uma antena receptora de banda S.
A aeronave tinha dez grandes janelas de quartzo opticamente planas para câmeras de rastreamento no lado direito da fuselagem. Diferentemente de qualquer outro RC-135S, o Rivet Ball também tinha uma cúpula de acrílico montada na parte superior central da fuselagem para a posição de Rastreador Manual. Ele obteve a primeira documentação fotográfica dos testes do míssel de reentrada múltipla (MIRV) soviético em 4 de outubro de 1968. Em 13 de janeiro de 1969, o Rivet Ball foi destruído quando ultrapassou a pista ao aterrissar em Shemya, sem vítimas fatais.

### RC-135S Cobra Ball

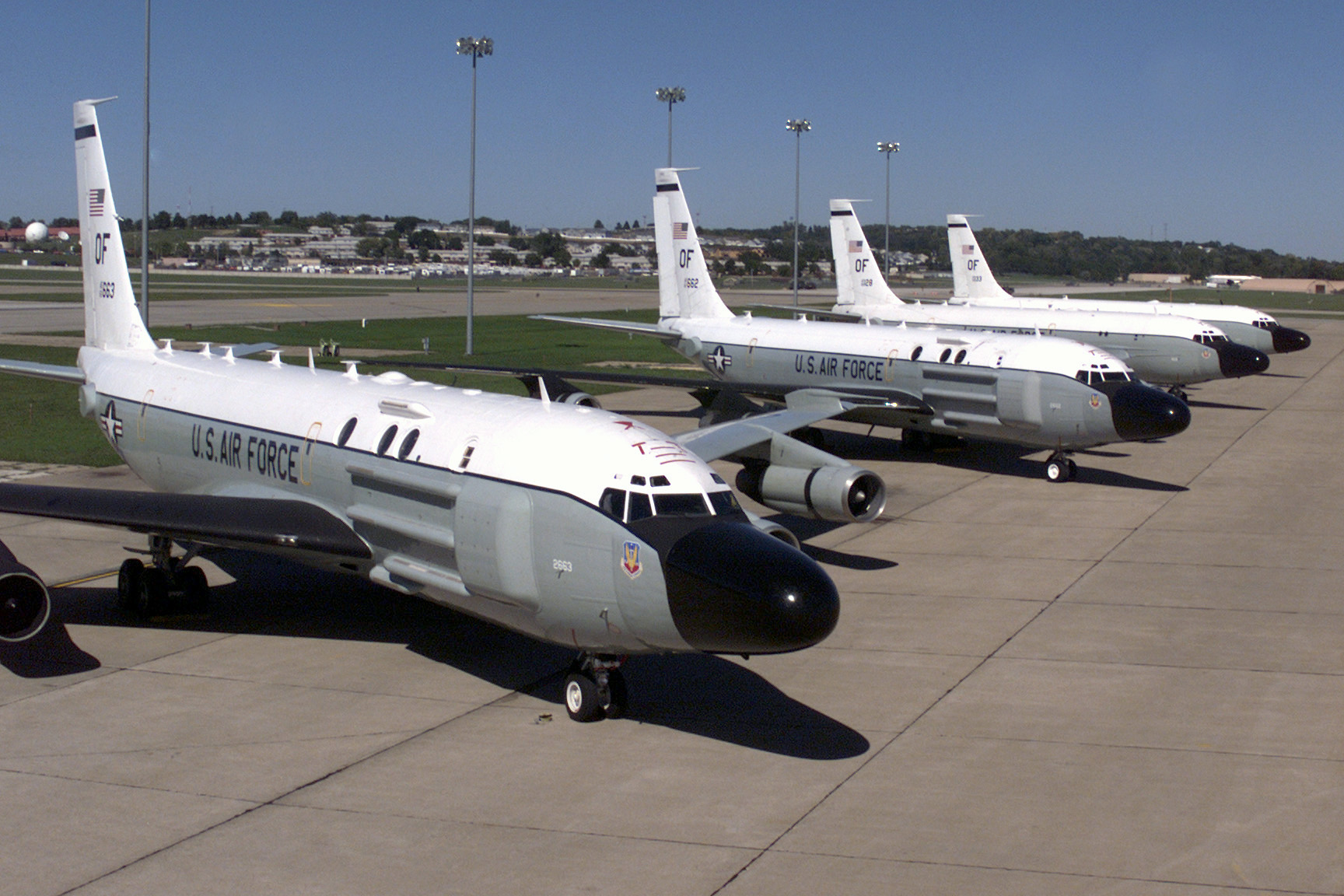
Duas aeronaves Cobra Ball na linha de voo da Base Aérea de Offutt, em 2001.

O RC-135S Cobra Ball é um Coletor de Inteligência e Medição (MASINT) equipado com instrumentos eletro-ópticos especiais, como um radar resistente a diferentes climas e uma Matriz Infravermelha de Onda Média, projetada para observar voos de mísseis balísticos a longa distância. O Cobra Ball monitora sinais associados a mísseis e rastreia mísseis durante as fases de impulso e reentrada para fornecer reconhecimento para verificação de tratados e proliferação de mísseis balísticos de teatro. As aeronaves são C-135B amplamente modificadas. A asa direita e os motores são tradicionalmente pintados de preto para reduzir o brilho do sol para as câmeras de rastreamento.
Há três aeronaves em serviço, designadas para a 55ª Ala, 45º Esquadrão de Reconhecimento da Base da Força Aérea de Offutt. As aeronaves Cobra Ball foram originalmente destinadas a Shemya e usadas para observar testes de mísseis balísticos na península de Kamchatka em conjunto com o Cobra Dane e o Cobra Judy. Duas aeronaves foram convertidas para o Cobra Ball em 1969 e, após a perda de uma aeronave em 1981, outra aeronave foi convertida em 1983. O único RC-135X também foi convertido em um RC-135S em 1995 para complementar as outras aeronaves.

### RC-135T Rivet Dandy
O KC-135T 55-3121 foi modificado para a configuração RC-135T Rivet Dandy em 1971. Ele foi utilizado para complementar a frota RC-135C/D/M, que estava escassa devido a atualizações em andamento que exigiam que as estruturas das aeronaves ficassem fora de serviço. Operou sob a ordem operacional Burning Candy. Em 1973, o equipamento SIGINT da aeronave foi removido e transferido para o KC-135R 58–0126, o que fez o 55-3121 assumir o papel de treinador, função que desempenhou pelo resto de sua existência operacional. Externamente, a aeronave manteve a cúpula do radar "hog nose" e algumas outras modificações externas, mas a lança de reabastecimento aéreo e o trapézio abaixo da cauda foram removidos, e ela não tinha mais papel operacional de reconhecimento.
Nessa configuração, ela operou de maneira variada com a 376th Strategic Wing na Base Aérea de Kadena, Okinawa, a 305th AREFW na Base da Força Aérea de Grissom, Indiana, e a 6ª Ala Estratégica na Base Aérea de Eielson. Em 1982, a aeronave foi modificada com motores Pratt & Whitney TF33-PW102 e outras modificações comuns ao programa de tanques KC-135E, e retornou à Base Aérea de Eielson. Ela sofreu um acidente durante a aproximação para o Aeroporto de Valdez, no Alasca, em 25 de fevereiro de 1985, com a perda de três membros da tripulação. Os destroços só foram encontrados em agosto de 1985, seis meses após o acidente.

### RC-135U Combat Sent

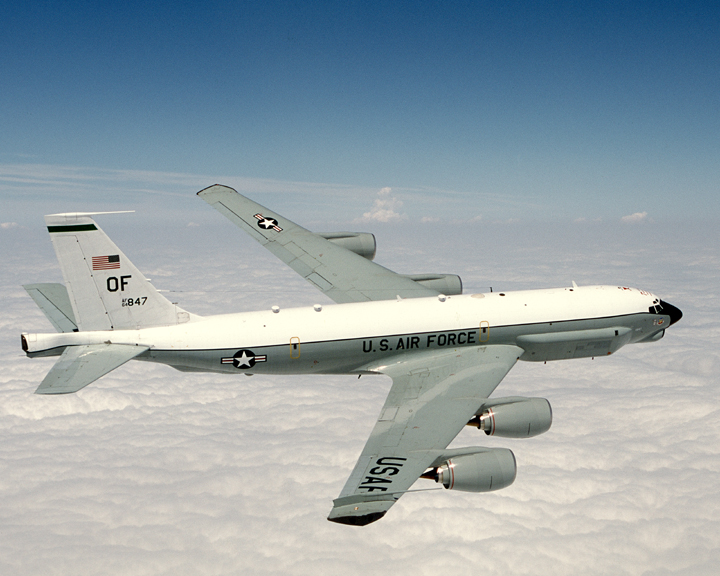
Uma aeronave Combat Sent em voo com seu nariz em cone, pontas das asas e cauda exclusivos.

O RC-135U Combat Sent é projetado para coletar informações técnicas sobre sistemas emissores de radar adversários. Os dados do Combat Sent são coletados para desenvolver receptores de alerta de radar novos ou atualizados, bloqueadores de radar, chamarizes, mísseis antirradiação e simuladores de treinamento.
Distintamente identificadas pelos conjuntos de antenas na parte frontal da fuselagem, na extremidade traseira e nas pontas das asas, três aeronaves RC-135C foram convertidas em RC-135U (63-9792, 64-14847 e 64-14849) no início da década de 1970. A 63-9792 foi posteriormente convertida em uma Rivet Joint em 1978, e todas as aeronaves permanecem em serviço na Base Aérea de Offutt. Os requisitos mínimos de tripulação são 2 pilotos, 2 navegadores, 3 engenheiros de sistemas, 10 oficiais de guerra eletrônica e 6 especialistas de área.

### RC-135V/W Rivet Joint

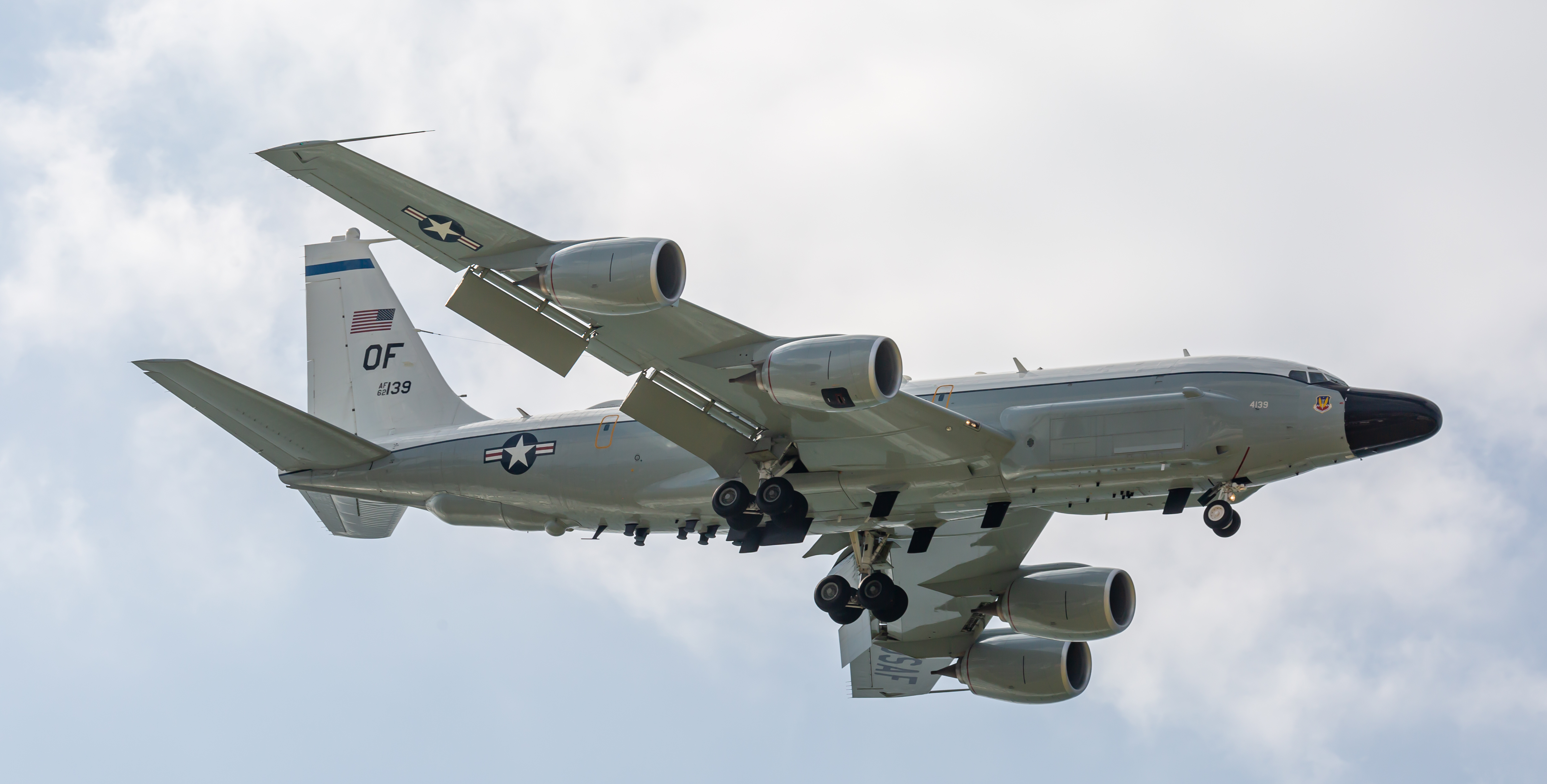
Um RC-135V Rivet Joint na aproximação final na Base de Kadena.

O RC-135V/W é a aeronave padrão de SIGINT (Inteligência de Sinais) em voo da Força Aérea dos Estados Unidos. As missões realizadas pelos RC-135 são designadas como Burning Wind ou Misty Wind. Seu conjunto de sensores permite que a tripulação da missão detecte, identifique e geolocalize sinais em todo o espectro eletromagnético. A tripulação pode então encaminhar as informações coletadas em uma variedade de formatos para diversos consumidores por meio da extensa gama de comunicações do Rivet Joint. A tripulação é composta pela tripulação da cabine, oficiais de guerra eletrônica, operadores de inteligência e equipe de manutenção de sistemas aéreos. Todas as modificações nas aeronaves e nos sistemas de missão do Rivet Joint são realizadas pela L-3 Communications em Greenville, Texas, sob a supervisão do Comando de Material da Força Aérea (Air Force Materiel Command).
Todos os RC-135 são atribuídos ao Comando de Combate Aéreo. O RC-135 tem base permanente na Base Aérea de Offutt e é operado pela 55ª Ala, utilizando várias localizações de movimentação avançada em todo o mundo.
Sob o nome do programa "BIG SAFARI", os RC-135V foram atualizados a partir da configuração RC-135C "Big Team". Os RC-135W foram originalmente entregues como transportadores C-135B, e a maioria foi modificada a partir dos RC-135M. Essa é a única diferença (se as aeronaves ainda estiverem equipadas com o TF-33, então uma delas tem reversores de empuxo e a outra não, motivo pelo qual usaram V e W) entre as variantes V e W. Ambos carregam os mesmos equipamentos de missão. Por muitos anos, o RC-135V/W podia ser identificado pelas antenas dianteiras do Sistema de Localização de Emissores de Comunicações Múltiplas (MUCELS) com tampa de disco, quatro antenas ligeiramente menores atrás e uma infinidade de antenas menores na parte inferior. O Baseline 8 Rivet Joints (nos anos 2000) introduziu a primeira grande mudança na configuração externa do RC-135V/W, substituindo as antenas MUCELS por antenas de lâmina simples. A configuração de antenas menores na parte inferior também foi alterada significativamente.

#### RC-135W Rivet Joint (projeto Airseeker)

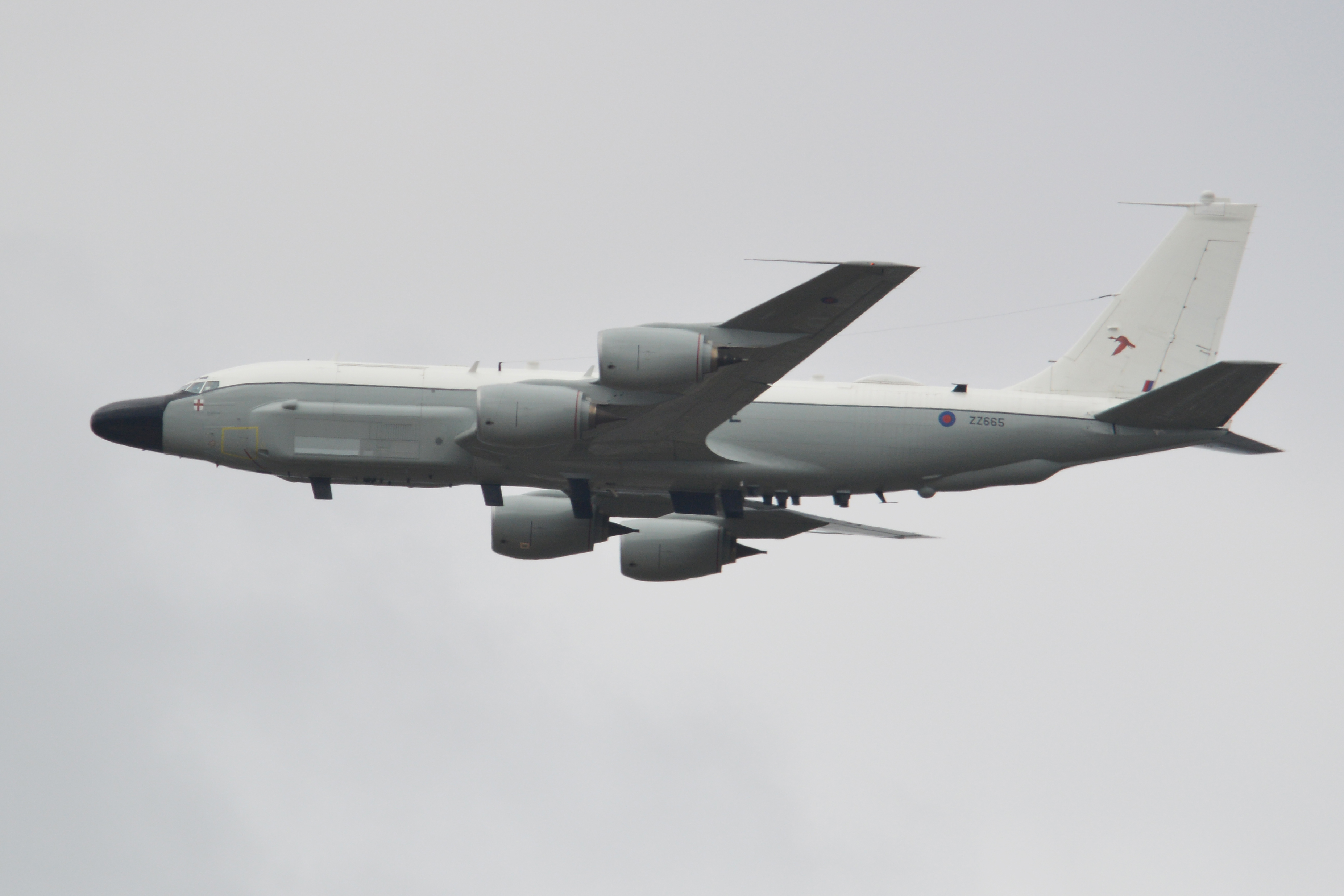
Um RC-135W britânico em 2018.

O Reino Unido comprou três aeronaves KC-135R para conversão para o padrão RC-135W Rivet Joint no âmbito do projeto Airseeker. A aquisição das três aeronaves foi orçada em £634 milhões, com entrada em serviço em outubro de 2014. A aeronave formou o 51º Esquadrão da Força Aérea Real, com base em Waddington, juntamente com outros ativos ISTAR (Inteligência, Vigilância, Aquisição de Alvos e Reconhecimento) da RAF. Espera-se que elas permaneçam em serviço até 2045.
Anteriormente, a Força Aérea Real havia coletado informações de inteligência com três aeronaves Nimrod R1. Quando chegou a hora de atualizar os Nimrod marítimos para o padrão MRA4, o Projeto Helix foi lançado em agosto de 2003 para estudar opções para estender a vida útil do R1 até 2025. A opção de mudar para o Rivet Joint foi adicionada ao Helix em 2008 e a aposentadoria do R1 tornou-se inevitável quando o MRA4 foi cancelado na revisão de defesa de 2010 do Reino Unido. O envolvimento do R1 sobre a Líbia na Operação Ellamy adiou sua aposentadoria até junho de 2011.
O Helix tornou-se o projeto Airseeker, no âmbito do qual três estruturas KC-135R foram convertidas para o padrão RC-135W pela L-3 Communications. A L-3 também fornece manutenção contínua e atualizações sob um acordo de longo prazo. As três estruturas são ex-KC-135R da Força Aérea dos Estados Unidos, todas as quais voaram pela primeira vez em 1964, mas foram modificadas para o padrão RC-135W mais recente antes da entrega. As três estruturas oferecidas ao Reino Unido são as KC-135 mais jovens na frota da Força Aérea dos Estados Unidos. Até setembro de 2010, as aeronaves tinham aproximadamente 23.200, 22.200 e 23.200 horas de voo.
A equipe do 51º Esquadrão começou o treinamento em Offutt em janeiro de 2011 para a conversão para o RC-135. O primeiro RC-135W (ZZ664) foi entregue antes do prazo à Força Aérea Real em 12 de novembro de 2013, para aprovação final e testes pela equipe de Equipamento e Suporte de Defesa (Defence Equipment and Support) antes de sua liberação para o serviço da Autoridade de Aviação Militar (UK MAA). O segundo (ZZ665) foi entregue em 4 de setembro de 2015 e o terceiro (ZZ666) em junho de 2017, sendo que este último entrou em serviço operacional em dezembro de 2017.

### RC-135X Cobra Eye
O único RC-135X Cobra Eye foi convertido durante o final da década de 1980 a partir de uma aeronave C-135B Telemetry/Range Instrumented, número de série 62-4128, com a missão de rastrear mísseis balísticos intercontinentais de reentrada múltipla. Em 1993, foi convertido em um RC-135S Cobra Ball adicional.

### TC-135
Três aeronaves estão em serviço para treinamento de tripulação e não possuem equipamento de missão totalmente funcional. Um TC-135S (62–4133) fornece capacidade de treinamento para a missão Cobra Ball e se distingue das aeronaves prontas para o combate pela falta de "cheeks" na fuselagem dianteira. Ele foi convertido de um EC-135B em 1985, após o acidente do antigo RC-135T 55-3121, que havia sido usado como aeronave de treinamento até aquele ponto. Além disso, dois TC-135Ws (62-4127 e 4129) servem como aeronaves de treinamento principalmente para a missão Rivet Joint, mas também podem fornecer alguma capacidade de treinamento para tripulações RC-135U Combat Sent. Eles carregam consideravelmente menos antenas do que as aeronaves totalmente equipadas, mas são semelhantes em aparência a outras aeronaves Rivet Joint.

## Operadores

### Estados Unidos
- Força Aérea dos Estados Unidos – Comando de Combate Aéreo (Air Combat Command)
  - 55ª Ala – Base Aérea de Offutt, Nebraska
    - 38º Esquadrão de Reconhecimento
    - 45º Esquadrão de Reconhecimento
    - 82º Esquadrão de Reconhecimento (Base Aérea de Kadena, Japão)
    - 95º Esquadrão de Reconhecimento (Base Aérea de Mildenhall, Inglaterra)
    - 338º Esquadrão de Treinamento de Combate
    - 343º Esquadrão de Reconhecimento

### Reino Unido
- Força Aérea Real[40]
  - Grupo nº 1 – Base Aérea de Waddington, Lincolnshire, Inglaterra
    - Esquadrão nº 51[41]
    - Esquadrão nº 54 Unidade de conversão operacional (Operational Conversion Unit)[42]
    - Esquadrão nº 56 Teste e avaliação (Test and Evaluation)[43]

## Acidentes e incidentes
- Em 17 de julho de 1967, um KC-135R Rivet Stand, 59-1465, caiu na decolagem da Base Aérea de Offutt, Nebraska. O comandante girou demais a aeronave, fazendo com que ela estolasse e caísse a pouco menos de um quilômetro do final da pista, na margem do Papillion Creek. Um dos cinco tripulantes a bordo morreu.[44]
- Em 13 de janeiro de 1969, o RC-135S 59-1491 da USAF, chamado "Rivet Ball", estava retornando de uma missão de reconhecimento operacional quando pousou na Base Aérea de Shemya, no Alasca, durante uma tempestade de neve. A aeronave deslizou da pista coberta de gelo e caiu em um barranco de 12 metros. As aeronaves "Ball" posteriores foram equipadas com reversores de empuxo em seus motores Turbofan TF-33, mas essa aeronave tinha motores Turbojet J-57 sem capacidade de reversão de empuxo. Todos os 18 membros da tripulação conseguiram evacuar a aeronave. A aeronave foi descartada como danificada sem possibilidade de reparo, mas muitos componentes específicos da missão de reconhecimento foram recuperados para uso posterior.[45]
- Em 5 de junho de 1969, o RC-135E da USAF, 62-4137, chamado "Rivet Amber", partiu da Base da Força Aérea de Shemya, no Alasca, para um voo de traslado para a Base da Força Aérea de Eielson. Embora a finalidade desse voo de traslado seja às vezes descrita como manutenção de rotina, na realidade a aeronave havia enfrentado uma turbulência severa em sua missão operacional anterior e havia sido liberada para um voo único a fim de ser verificada quanto a possíveis danos estruturais na base operacional principal. O "Rivet Amber" era a aeronave mais pesada da série 135 já construída e era uma aeronave altamente sofisticada, com um radar que pesava mais de 15 toneladas e, sob cada asa, havia cápsulas especializadas que abrigavam um trocador de calor (asa direita) e um gerador elétrico adicional (asa esquerda). Durante o voo, todo o contato com o 62-4137 foi perdido e os destroços da aeronave nunca foram encontrados.[18]
- Em 15 de março de 1981, o RC-135S da USAF, 61-2664, chamado "Cobra Ball", caiu na aproximação final para a Base da Força Aérea de Shemya, Alasca, com mau tempo, em um voo da Base da Força Aérea de Eielson, Alasca. O comandante da aeronave nunca estabeleceu uma trajetória de planeio ou uma taxa de descida adequada na aproximação final e colidiu com o solo antes da pista. Dos vinte e quatro ocupantes da aeronave, seis morreram.[46]
- Em 25 de fevereiro de 1985, o RC-135T da USAF, 55-3121, operando a partir da Base Aérea de Eielson, no Alasca, estava realizando aproximações de treino em condições meteorológicas muito ruins no Aeroporto Municipal de Valdez, no Alasca. Essa antiga aeronave "Speed Light" havia sido reequipada com motores P&W TF-33, mas na época era usada apenas para treinamento de proficiência em pousos e reabastecimento aéreo, não para missões de reconhecimento operacional, mas às vezes era chamada de "Rivet Dandy". As duas primeiras aproximações ocorreram sem incidentes, mas a tripulação aparentemente ficou desorientada e a terceira aproximação do Sistema de Pouso por Micro-ondas (MLS) foi iniciada cerca de 6,4 km ao norte da rota de entrada MLS prescrita. A tripulação de três pessoas (dois pilotos e um navegador) morreu quando a aeronave se chocou contra a encosta de uma montanha. O procedimento de aproximação que estava sendo tentado era certificado para um avião STOL DHC-7 da De Havilland Canada. Tanto a inclinação de planeio quanto a trajetória de aproximação frustrada eram muito íngremes para uma aeronave RC-135. Os destroços não foram localizados até 2 de agosto de 1985.[24]
- Em 3 de março de 2003, dois MiG-29 e MiG-23 da Força Aérea e Antiaérea do Exército Popular da Coreia interceptaram o RC-135S no Mar do Japão, com o MiG-29 chegando a menos de 15 metros da aeronave e outro bloqueado com o radar de controle de fogo, preparando-se para abatê-la. O RC-135S mudou o curso em direção ao Japão e pousou na base aérea de Kadena.
- Em 30 de abril de 2015, o RC-135V da USAF, 64-14848, operando a partir da base de Offutt, abortou a decolagem em uma missão de treinamento de rotina quando os tripulantes observaram fumaça e chamas saindo do galley da popa. O comandante da aeronave abortou a decolagem a cerca de 50 KIAS e a tripulação da cabine, os oficiais de guerra eletrônica, os operadores de inteligência e os técnicos de manutenção em voo - 27 pessoas no total - evacuaram a aeronave. Embora não tenha havido feridos, exceto por uma pequena inalação de fumaça, o incêndio que se seguiu danificou o controle da aeronave e os sistemas relacionados à missão. O custo total do reparo foi estimado em US$ 62,4 milhões. A causa do acidente foi a falha da equipe de manutenção do depósito da L-3 Communications em apertar uma porca de retenção que conectava um tubo de oxigênio de metal a um encaixe de junção acima do galley. Isso resultou em um vazamento de oxigênio e causou um ambiente rico em oxigênio, permitindo a ignição de materiais adjacentes. O fogo resultante derreteu a porca de fixação e fez com que o tubo se soltasse, fornecendo ainda mais oxigênio ao fogo, que aumentou de tamanho e causou graves danos à estrutura, à cozinha e aos equipamentos de missão a bordo da aeronave. O trabalho no sistema de linha de oxigênio, que foi listado como a causa desse acidente de 2015, foi realizado em agosto de 2013.[47]
- Em 29 de setembro de 2022, um avião RC-135 Rivet Joint da RAF interagiu com dois SU-27 russos, um dos quais lançou um míssil nas proximidades do Rivet Joint da RAF fora do alcance visual. Posteriormente, a Rússia alegou que isso se deveu a um mau funcionamento técnico e reconheceu que o incidente ocorreu sobre o Mar Negro em águas internacionais. O secretário de defesa do Reino Unido, Ben Wallace, declarou que "temos muita sorte de o episódio não ter se agravado".[48] Mais tarde, devido a um conjunto de vazamentos de dados confidenciais, foram divulgadas mais informações sobre o incidente. De acordo com dois oficiais de defesa dos Estados Unidos, o piloto russo havia interpretado mal o que um operador de radar no solo estava lhe dizendo e pensou que tinha permissão para atirar. O piloto, que havia travado na aeronave britânica, disparou, mas o míssil não foi lançado corretamente.[49]

## Especificações (RC-135)
Dados da folha de dados do RC-135 da USAF.

### Características gerais
- Tripulação: 2 pilotos, 2 navegadores (tripulação de voo)
- Capacidade: 21-27 dependendo dos requisitos da missão, sendo o mínimo composto por 4 oficiais de guerra eletrônica (ravens), 14 operadores de inteligência e 4 engenheiros de sistemas aéreos (tripulação da missão)
- Comprimento: 136 pés e 3 polegadas (41,53 m)
- Envergadura: 130 pés e 10 pol. (39,88 m)
- Altura: 41 pés 8 pol. (12,70 m)
- Área da asa: 2.433 pés quadrados (226,0 m²)
- Aerofólio: raiz: BAC 310/311/312; ponta: BAC 313[51]
- Peso vazio: 56.245 kg
- Peso bruto: 134.717 kg
- Peso máximo de decolagem: 146.284 kg
- Motor: 4 × motores turbofan CFM International F-108-CF-201, com empuxo de 98 kN cada

### Desempenho
- Velocidade máxima: 504 kn (933 km/h)
- Alcance: 2.998 nmi (5.552 km)
- Teto de serviço: 50.000 pés (15.000 m)
- Taxa de subida: 4.900 pés/min (25 m/s)